# Йозеф Бузек
Професор Йозеф Бузек  (пол. Józef Buzek, 16 листопада 1873, селище Конська — 22 вересня 1936, Цешин) — польський та галицький статистик, економіст, демограф, юрист, соціолог, перший директор Центрального статистичного управління Польської Республіки, засновник бібліотеки в центральному статистичному управлінні Польської Республіки, політичний діяч з області Цешин в Сілезії.

## Життєвий шлях
- Доктор наук (правознавство)
- Голова Національного статистичного бюро у Львові (1918)

- Перший директор Центрального статистичного управління (ЦСУ) Польської Республіки.

- Засновник бібліотеки в Центральному статистичному управлінні.

- Депутат Законодавчого Сейму Польської Республіки.

- Сенатор Польської Республіки (1922—1927).

## Біографія
Народився Йозеф 16 листопада 1873 року в селищі Конська, селі в районі Цешина в сім'ї селянина. У 1894 році успішно закінчив Цешинську державну гімназію. Здобувати освіту Бузек подався у Яґеллонський університет у Краків та Відень на юридичний факультет. Зрештою отримав ступінь доктора права в 1899 році у Кракові.
У 1899—1902 роки він працював в Центральній статистичній комісії у Відні. Опісля Йозеф переїхав в Галичину, де у 1902 році здобув ступінь доктора наук та почав працювати у Львівському університеті на юридичному факультеті. Через деякий час Йозеф вирішив спробувати свої сили у політиці. Починаючи з 1907 року до середини 1918 Й. Бузек був депутатом австрійського парламенту у Відні. В цей же час, окрім активної політичної кар'єри, Йозеф обіймав посаду голови Національного статистичного бюро у Львові. Після закінчення Першої світової війни у 1919 році був обраний до польського Сейму. Його каденція закінчилася у 1922 році, після чого він був обраний до Сенату. Сенатором Йозеф пропрацював до 1927 року.
Після створення у 1918 році польського Центрального статистичного управління Й. Бузеку було запропоновано зайняти посаду його директора, з чим він вправно справлявся до 1929 року. Одразу після призначення на посаді директора у 1918 році Йозеф прийняв епохальне рішення: заснував в управлінні бібліотеку, яка і досі вражає кількістю і значимістю книг та документів.
У 1928 році Йозеф Бузек очолював інститут Економічних циклів та цін. У 1929 році він за власною ініціативою головував на Міжнародному статистичному конгресі у Варшаві.
Поданням ЦСУ Йозеф Бузек був нагороджений Орденом Відродження Польщі — Командорський Хрест із зіркою.
Помер Йозеф Бузек у віці 62 років 22 вересня 1936 року в містечку Цешин.

## Наукова діяльність
На особливу увагу заслуговує діяльність Йозефа Бузека у Львові, зокрема його наукові праці про Галичину.
Після роботи у Відні 1902 року Бузек вирішує зайнятися проблемами польського населення Галичини. Після цього Йозеф перебирається до Львова, де в Львівському університеті проходить габілітацію в галузі статистики і здобуває ступінь доктора наук та можливість викладацької діяльності. Того ж року він почав читати лекції з адміністрації та адміністративного права в університеті. У 1904 році Йозеф Бузек був прийнятий до ради професорів і призначений ад'юнт-професором управління освітою та адміністративного права. У 1910 році був призначений ординарним професором. Під час війни з 1916 по 1917 рік Йозеф займав пост декана юридичного факультету.
Починаючи з 1904 року і до 1910 всі адміністративні питання статистичного управління лягли у Львові на нього. Приїхавши в Галичину Йозеф взявся опрацьовувати дані перепису населення 1900 року і виводити з нього статистичні відомості про стан польського населення. У наступному переписі, що відбувся 1910 року, Бузек брав активну участь в організації та співпраці з органами влади. Завдяки великому впливу на громадське і політичне життя Галичини, Йозеф був двічі обраний до австрійського державного парламенту в одному з округів Львова. Це відбулося відповідно в 1907 та 1911 роках.
Обіймаючи посаду голови Управління статистики у Львові, Йозеф Бузек неодноразово піднімав питання освітнього та культурного розвитку Галичини. У своїй праці «Розвиток середніх шкіл у Галичині за останні 50 років (1859—1909)» 1909 року він подає детальну статистичну інформацію про кількість, освітній рівень та важливість розвитку шкіл для покращення навчального процесу. Того ж таки 1909 року світ побачила книга «Історія національної політики прусського уряду щодо поляків: виключно з віденськими договорами 1908 року». Вийшла вона у Львові у трьох томах. Книжка містила 569 сторінок історичної та статистичної інформації про дії та заходи, до яких вдавався прусський уряд для налагодження стосунків з поляками.
Останньою науковою роботою написаною у Львові була праця 1915 року «Погляд на зростання населення польських земель в дев'ятнадцятому столітті». ЇЇ суть полягала у обробці статистичних даних про зміни у прирості населення польських земель через опрацювання переписів, які проводилися 1818, 1857, 1869, 1880 та 1890 роках.
У перших наукових працях Бузека присутня тенденція щодо дослідження питань національної незалежності з точки зору права. Його праця «Процес втрати національної ідентичності у світлі недавньої етнічної статистики європейських країн» 1903 року поставила низку питання не тільки щодо місця поляків у тогочасному австрійському суспільстві, але й порівняла проблеми взаєморозуміння двох націй: польської та української на теренах Галичини.
До Бузека, як викладача, була виявлена неабияка зацікавленість студентів завдяки його надзвичайно цікавим та пізнавальним лекціям. Після деякого періоду роздумів у 1913 році Йозеф вирішив видати працю під назвою «Управління соціальної економіки: лекції про науку управління і австрійського законодавства», яка містила в собі основні аспекти його викладацької роботи.

## Політична кар'єра
Якщо оцінити політичну діяльність Бузека крізь призму його подальших наукових праць, то можна побачити, що такі праці як «Основні принципи аграрної політики в галузі торгівлі та митниці: документ, представлений на порядку денному засідання клубу депутатів і сенаторів Польського сейму 27 листопада 1925» (1925) та «Економічна програма Республіки та заходи, вжиті для виправлення існуючих стосунків у сільському господарстві» (1927) зосередженні на питаннях аграрного сектора, проте можна зробити висновок, що це зумовлено його членством у селянській партії «Пяст» на кінці політичної кар'єри.
Останньою з відомих на сьогодні праць Йозефа, що стосувалися політики, була безпосередньо пов'язана з його посадою в ЦСУ. «Проблема балансування бюджету у світлі статистики державних фінансів» видана у 1922 році була покликана застерегти майбутні покоління посадовців від помилок та прорахунків, що стосувалися балансу бюджету завдяки погляду на нього крізь призму державних фінансів останніх років.
На особливу увагу заслуговує діяльність Й. Бузька на посаді директора Центрального статистичного управління Польщі починаючи із 1918 року.
Першим кроком Й. Бузека на новій посаді було створення Бібліотеки при ЦСУ, як необхідного науково-дослідного підґрунтя для роботи, та поповнення її незліченною кількістю книжок у галузі статистики. У 1919 році він привіз зі Львова невелику спадщину від національного департаменту Австро-Угорської статистики Львівської області, в яку входили провідні роботи фахівців того часу. Сюди також були включені публікації з Пруссії та прусських статистиків.
До списку цих книг входили такі праці, як багатотомні серії статистичних щорічників «Австрійська статистика» та «Літопис статистики Галичини» (починаючи з 1873 року), статистика проведених муніципальних статистичних управлінь у Кракові та Львові (в тому числі «Статистичні новини Львова»), багатотомні серії прусської статистики: «Статистика німецької імперії» (разом з опублікованими результатами перепису населення в Німеччині з року: 1871, 1880, 1890, 1900 …), «Прусська статистика», «Статистичний щорічник прусської держави», а також комплекти статистичних періодичних видань таких, як «Місячник» та «Ревізійник».
Таким чином, у поєднанні з колекцією книг, які надав Варшавський статистичний комітет у 1915 році, Йозеф Бузек зумів створити ядро статистичної бібліотеки ЦСУ, що на той момент включала в собі близько 3000 різних праць. Після цього основним завданням було організувати подальшу роботу і зробити доступ до бібліотечних творів якомога легшим та якіснішим спочатку для співробітників ЦСУ, а на початку 1920-х і для усіх бажаючих, що не мали ніякого стосунку до Управління.
Йозеф Бузек детально окреслив сферу інтересів бібліотеки ЦСУ, яка потребує «праці в галузі статистики, права, особливо адміністративного права і податкового, в області економіки та суміжних областях».
Для наповнення бібліотеки якісною та необхідною літературою Йозеф, як голова ЦСУ, налагодив контакти з багатьма національними та закордонними організаціями, що дозволило проводити обмін публікаціями, в тому числі: з Британським музеєм у Лондоні, Бібліотекою Конгресу та Бюро перепису населення у Вашингтоні. Завдяки цьому бібліотечні фонди у міжвоєнний період швидко збільшувалися у розмірах і в 1939 році нараховували понад 60 тисяч томів.
У липні 1925 року, за сприянням Бузека та виходячи з указу Ради Міністрів Польської Республіки, було створено Інформаційне бюро в ЦСУ.
Для спрощення звітності промислових підприємств 17 червня 1927 року Йозеф домігся від Ради міністрів з питань статистики промисловості надати ЦСУ правову основу для їх статистичного обстеження.
За період управління Йозефа Бузька, ЦСУ, на основі указу Ради Міністрів, провело перепис коней, великої рогатої худоби, свиней та овець, який 17 жовтня 1927 року визнали як Перший перепис тварин у Польщі.
У 1928 Й. Бузек був запрошений на посаду керівника Ради Інституту Господарських Досліджень і головою Ради Інституту досліджень та економічного процвітання у Варшаві. У 1929 році відбувся, за його власною ініціативою, міжнародний статистичний конгрес у Варшаві.
Сучасники Йозефа Бузька належно оцінили його здобутки на посаді директора ЦСУ Польщі та організацію роботи ЦСУ на високому європейському рівні.

## Праці
- Статистичний щорічник «Австрійська статистика»(з 1873 року)
- Статистичний щорічник «Літопис статистики Галичини»(з 1873 року)
- «Процес втрати національної ідентичності у світлі недавньої етнічної статистики європейських країн» («Proces wynarodowienia w świetle nowszej statystyki narodowościowej państw europejskich») (1903)
- «Розвиток середніх шкіл у Галичині за останні 50 років (1859—1909)» («Rozwój stanu szkół średnich w Galicyi w ciągu ostatnich lat 50 (1859—1909)») (1909)
- «Історія національної політики прусського уряду щодо поляків: виключно з віденськими договорами 1908 року» («Historya polityki narodowościowej rządu pruskiego wobec Polaków: od traktatów wiedeńskich do ustaw wyjątkowych z r. 1908») (1909)
- «Управління соціальної економіки: лекції про науку управління і австрійського законодавства» («Administracya gospodarstwa społecznego: wykłady z zakresu nauki administracyi i austryackiego prawa») (1913)
- "Погляд на зростання населення польських земель в дев'ятнадцятому столітті («Pogląd na wzrost ludności ziem polskich w wieku XIX») (1915)
- «Проблема балансування бюджету у світлі статистики державних фінансів» («Problemat równowagi budżetu państwowego w świetle statystyki finansowej») (1923)
- «Основні принципи аграрної політики в галузі торгівлі та митниці: документ, представлений на порядку денному засідання клубу депутатів і сенаторів Польського сейму 27 листопада 1925» («Główne zasady politycznego programu agrarnego w dziedzinie handlowo-celnej: referat wygłoszony na posiedzeniu klubu posłów i senatorów P. S. L. w dniu 27 listopada 1925 r.») (1925)
- «Економічна програма Республіки та заходи, вжиті для виправлення існуючих стосунків у сільському господарстві» («Program gospodarczy Rzeczypospolitej i środki naprawy obecnych stosunków w rolnictwie») (1927)